# Richard Forrest
Pour les articles homonymes, voir Forrest.
Richard Forrest, né le 8 mai 1932 à Orange, New Jersey, et mort le 15 mars 2005 à Charlottesville, Virginie, est un auteur américain de roman policier et de littérature d’enfance et de jeunesse. Il a signé trois titres du pseudonyme Stockton Woods.

## Biographie
Il entre au New York Dramatic Workshop (en) en 1950. De 1951 à 1954, il sert dans l’infanterie de l’armée américaine et participe à la Guerre de Corée avec le grade de sergent. Entre 1953 et 1955, il est également inscrit à l’Université de Caroline du Sud. Après avoir tenté sans succès de devenir dramaturge, il travaille pendant dix ans pour une compagnie d’assurances du Connecticut. Entre 1969 et 1972, il devient vice-président de sa compagnie d’assurances à Chicago. Il démissionne après cette date pour se consacrer à l’écriture.
En 1974, son premier roman policier, Who Killed Mr. Garland’s Mistress ?, est finaliste pour l’obtention d’un Edgar décerné par les Mystery Writers of America. L’année suivante paraît Hantise, le premier volet d’une série de dix titres ayant pour héros Lyon et Béa Wentworth, un couple meurtri par le décès dans un accident de voiture de leur petite fille. Béatrice, qui est à la fois féministe et politicienne élue sénatrice d’État, a un problème de surdité et fait de la montgolfière pour se détendre dans ses temps libres. Lyon, son mari, est un ancien professeur d’anglais devenu auteur de livres pour enfants.  Plutôt que de rester à sa table pour écrire et disserter sur l’écriture, il préfère aider son ami, Rocco Herbert, le costaud chef de police de la petite localité de Murphysville, au Connecticut, à élucider des affaires criminelles qui lui donnent du fil à retordre. Les deux hommes se sont connus pendant la Guerre de Corée, alors que Lyon était un agent du renseignement et Herbert, capitaine de la garde.  À maintes reprises, Béa Wentworth, secondée par sa secrétaire Kimberley Ward, transmet aux deux hommes des données, des autorisations ou de précieuses informations auxquelles son statut politique lui permet d’avoir accès.  Les aventures des Wentworth tiennent à la fois du whodunit classique, en favorisant les énigmes en chambre close et les crimes en apparence impossibles, et du roman noir en abordant la corruption des sphères du pouvoir et la perte des valeurs d'une société américaine entièrement subordonnée au dollar.
Richard Forrest a également publié dans la veine policière quelques ouvrages de littérature d'enfance et de jeunesse. Il meurt de complications pulmonaires en 2005.

## Œuvre

### Romans

#### SérieLyon et Béa Wentworth
- A Child’s Garden of Death (1975) Publié en français sous le titre Hantise, Librairie des Champs-Élysées, Le Masque no 1488, 1977 ; réédition, Paris, Librairie des Champs-Élysées, Le Club des Masques no 471, 1982
- The Wizard of Death (1977) Publié en français sous le titre La mort frappe au hasard, Librairie des Champs-Élysées, Le Masque no 1537, 1978
- Death Through the Looking Glass (1978) Publié en français sous le titre La Mort à travers le miroir, Editions Du Rocher , 1986
- The Death in the Willows (1979)
- The Death at Yew Corner (1981)
- Death Under the Lilacs (1985)
- Death on the Mississippi (1989)
- The Pied Piper of Death (1997)
- Death in the Secret Garden (2005)
- Death at King Arthur’s Court (2006), publication posthume

#### Autres romans
- Who Killed Mr. Garland’s Mistress ? (1974)
- The Killing Edge (1980)
- Lark (1986)

#### Autres romans signés Stockton Woods
- The Laughing Man (1980)
- Game Bet (1981)
- The Man Who Heard Too Much (1983)

#### SérieThumbprint Mysteryde littérature d’enfance et de jeunesse
- Sign of the Beast (1999)
- Sign of the Blood (1999)
- Sign of the Terror (1999)

### Nouvelles
- Mark of the Beast (1976)
- Return of the Beast (1976)
- Whit Forked Tongue (1977)
- The Headmaster Helps One of His Boys (1982)
- A Very Small Rasher (1994)
- Lazy Man (1998)

## Sources
- Jacques Baudou et Jean-Jacques Schleret, Le Vrai Visage du Masque, vol. 1, Paris, Futuropolis, 1984, 476 p. (OCLC 311506692), p. 207.
- Claude Mesplède (dir.), Dictionnaire des littératures policières, vol. 2 : J - Z, Nantes, Joseph K, coll. « Temps noir », 2007, 1086 p. (ISBN 978-2-910-68645-1, OCLC 315873361), p. 337-338.